# سانت‌الیا ا پیانیزی
سانت‌الیا ا پیانیزی (به ایتالیایی: Sant'Elia a Pianisi) یک کومونه در ایتالیا است که در استان کامپوباسو واقع شده‌است. سانت‌الیا ا پیانیزی ۶۷٫۸ کیلومتر مربع مساحت و ۲٬۱۷۸ نفر جمعیت دارد.